# Годзилла 2: Король монстров
«Годзи́лла 2: Коро́ль мо́нстров» (англ. Godzilla: King of the Monsters) — американский фильм о монстрах режиссёра Майкла Догерти. В главных ролях Кайл Чандлер, Вера Фармига, Милли Бобби Браун, Кэн Ватанабэ и Салли Хокинс. Выход в широкий прокат состоялся 31 мая 2019 года. Фильм является продолжением ленты «Годзилла» 2014 года про огромное чудовище, питающееся радиацией.

## Сюжет
Действие происходит спустя 5 лет после первого появления Годзиллы. США пытается оправиться после битвы в Сан-Франциско. В это время доктор Эмма Расселл (один из ведущих сотрудников организации «Монарх»), чей сын погиб во время атаки 2014 года, на базе организации на юге Китая создает новый прибор «Орка», позволяющий через акустические волны контролировать Титанов. Данный прибор Эмма успешно испытывает на своей базе при появления из кокона Титана Мотры, но на базу нападают террористы под руководством бывшего военного Алана Джоны. Эмма и её дочь Мэдисон похищены вместе с «Оркой».
После нападения доктора́ Исиро Серизава, Вивьен Грэм и Сэм Колмэн, ранее выступавшие в сенате с просьбой сохранить Титанов, а не уничтожать их, возвращают в организацию бывшего мужа Эммы — Марка Расселла и привозят его на секретную базу «Монарха» на дне океана. По пути они информируют его, что всего в мире 17 Титанов, не считая Годзиллы. Также они объясняют, что Мотра укрылась под водопадом, чтобы позже окуклиться и перейти во взрослую стадию. Учёные пытаются понять, какая дальнейшая цель эко-террористов, но неожиданно мимо базы проплывает разъярённый Годзилла, дающий понять что что-то не так. Ученым удается вычислить финальную точку его маршрута — Антарктида. Но в это же время, террористы Алана захватывают расположенный там аванпост «Монарха», где во льдах глубоко под землей спит гигантское трехголовое чудовище — Монстр Зеро. Люди минируют лёд, а Алан приказывает Эмме подготовить «Монстра Зеро» к пробуждению. Вскоре на базу прибывает отряд военных и сами участники «Монарха». Часть отряда расстреливают наёмники Джоны. Марк спускается на базу, где встречает отступающих террористов и хочет спасти жену с дочерью, но Эмма отказывается идти и, подобрав детонатор, взрывает лёд. Оставшиеся военные вместе с Марком чудом спасаются с гибнущей базы, а Эмма, используя «Орку», будит чудовище.
Трёхголовый дракон вылезает из-под земли, начиная убивать людей. Когда он собирается добить оставшуюся группу, чей вертолёт оказался повреждённым, Мэдисон, а после и сама Эмма отвлекают существо, спасая людей. Появляется Годзилла, вступая в схватку с Монстром Зеро. Во время их битвы самолёт «Монарха» был повреждён и учёным пришлось спасаться бегством. Монстру Зеро удаётся отбросить Годзиллу подальше. После этого он съедает доктора Вивьен Грэм, собирается убить остальных, но поспевает подмога и дракон улетает, затерявшись в тропическом шторме. Группа из «Монарха» преследует Годзиллу, выясняя, что данный ящер плывёт к ещё одному аванпосту организации — расположенном в Мексиканском заливе острове Исла Де Мара. Доктор Эмма Расселл связывается с участниками «Монарха» и в разговоре объясняет свои действия: она объединилась с Аланом намеренно, чтобы, используя монстров, фактически «перезагрузить цивилизацию», восстановить природный баланс. Муж пытается её образумить, но она лишь советует искать убежище.
С помощью «Орки» Эмма пробуждает ещё одного монстра — Родана, гигантского огненного птеранодона, вылезшего из вулкана. Прибывшие военные из «Монарха» становятся свидетелями пробуждения Огненного демона и, атакуя его ракетами, выманивают за пределы острова. Вскоре к заливу прибывает и Монстр Зеро, использующий искусственный шторм для маскировки. Титаны вступают в схватку, пока «Монарх» спасает повреждённый вертолёт со спасёнными с острова людьми. Одолев Родана и заставив его подчиняться  ему, Монстр Зеро вступает в битву с подоспевшим Годзиллой, и ящер даже начинает побеждать, оторвав одну из голов. Неожиданно с «Монархом» связывается адмирал военного флота США — Уильям Стенц, информируя о том, что разработано новейшее оружие — кислородный разрушитель, который вскоре применяют, в результате чего Годзилла погибает, погружаясь на океанское дно, а Монстр Зеро, быстро регенерирует потерянную голову и, став новым королём, с помощью клича пробуждает остальных Титанов по всей планете. Однако Доктор Илен Чен узнаёт с помощью древних текстов, что Монстр Зеро на самом деле является пришельцем с другой планеты и его называют Гидора. 
Доктор Эмма Расселл понимает, что мир будет уничтожен, и пытается достучаться до Алана, но тот игнорирует её, утверждая, что настала эпоха монстров. Через некоторое время окукливающаяся Мотра переходит в состояние гигантской бабочки, прилетает в залив и своими звуковыми сигналами помогает учёным понять, что Годзилла ещё жив, но очень слаб. Они решают помочь ему и отправляются на военной субмарине к месту, где лежит титан, пока военный отряд организации реализует план по сдерживанию Гидоры, атакуя того в затопленном Вашингтоне. Ученые на подлодке делают невероятное открытие: они находят под океанским дном гигантскую полость с руинами древней цивилизации (предположительно Атлантиды), а в центре города, в воздушном кармане и самого Годзиллу, использующего радиацию окружающей среды для восстановления. Чтобы монстр излечился, «Монарх» хочет взорвать торпеду с ядерной боеголовкой, но из-за повреждённого торпедного аппарата это необходимо сделать вручную. Доктор Серизава вызывается доставить боеголовку к Годзилле и успешно с этим справляется, подорвав заряд, но сам погибает.
Вернувшись на поверхность, Марк Расселл и доктор Чен узнают, что все монстры неожиданно направляются в Бостон, откуда идут звуковые сигналы прибора «Орки». Оказывается, Мэдисон похитила прибор у матери, сбежала с базы террористов, расположенный рядом с Бостоном, и активировала прибор на бейсбольном стадионе. Восставший Годзилла с восполненными силами направляется в город, а люди решают вступить в новый бой, на этот раз вместе с ящером. Гидора прилетает в Бостон под покровом сильнейшего шторма, разрушая стадион и почти убивает Мэдисон, но в этот момент со стороны побережья прибывают военные и нестабильный после огромной дозы радиации Годзилла, начинается финальная битва. В какой-то момент на помощь титану прилетает Мотра, а против неё Гидора вызвал Родана. Учёные опасаются, что через некоторое время Годзилла может взорваться из-за впитанной радиации, став огромной ядерной бомбой, которая разрушит город. Тем временем Гидора поднимает Годзиллу в воздух и сбрасывает его вниз. Мотра, ценой своего здоровья 
на время одолевшая Родана, жертвует собой, передавая часть своей силы Годзилле и стабилизируя его. В это время Марку, находившимся рядом отряду военных и подоспевшей Эмме удается спасти Мэдисон и восстановить «Орку», чтобы отогнать Гидору от Годзиллы и дать тому возможность подняться. Марк увозит дочь на вертолёте, а Эмма, решая искупить вину за происходящее, увозит «Орку» на машине, тем самым отвлекая внимание Гидоры от Годзиллы, который на пике своей силы, используя термоядерную энергию, в конечном счёте уничтожает Гидору.
Спустя какое-то время ящер доедает оставшуюся в живых центральную голову титана. К тому моменту в город прибывают остальные монстры (Бегемот, Сцилла, Мафусаил, самка ГННУСа) и все они (первым — Родан) признают Годзиллу своим новым королём.
В сцене после титров Алан Джона прибывает на Исла Де Мара, где рыбаки показывают ему уцелевшую голову Гидоры, оторванную Годзиллой во время одной из битв. Довольный Джона сообщает, что они берут её.

## В ролях
- Кайл Чандлер — доктор Марк Расселл[6]
- Вера Фармига — доктор Эмма Расселл[7]
- Кэн Ватанабэ — доктор Исиро Сэризава[4]
- Салли Хокинс — доктор Вивьен Грэм[8]
- Милли Бобби Браун — Мэдисон Расселл[9]
- Брэдли Уитфорд — доктор Рик Стэнтон[10]
- Чарльз Дэнс — Алан Джона
- О’Ши Джексон мл. — Джексон Барнс[11]
- Аиша Хиндс — полковник Дайан Фостер
- Чжан Цзыи — доктор Илен Чен, Линг Чен[12]
- Томас Миддлдитч —  доктор Сэм Колмэн[13]
- Энтони Рамос — капрал Антони Мартинез[14]
- Рэндолл П. Хевенс — доктор Тим Мансини
- Элизабет Ладлоу — первый лейтенант Лорен Гриффин
- Дэвид Стрэтэйрн — адмирал Стенц

## Съёмки
Основные съёмки начались 19 июня 2017 года в Атланте, Джорджия под рабочим названием Fathom.